# Alain Hus
Pour les articles homonymes, voir Hus.
Alain Hus (Paris, 15 novembre 1926 - Herblay-sur-Seine, 24 novembre 2008) est un chercheur et universitaire français, historien et archéologue, spécialiste de l'étruscologie.

## Biographie
Né le 15 novembre 1926, il est un ancien élève de l'École normale supérieure, cacique de l'agrégation de grammaire de 1950 et membre de l'École française de Rome (1951-1953). Il a enseigné dans les universités de Lille, Rennes et Paris IV.

## Publications

### Ouvrages
- avec Raymond Bloch, Les Conquêtes de l'archéologie,
- Recherches sur la statuaire en pierre étrusque archaïque, Bibliothèque des Écoles françaises d'Athènes et de Rome, fasc. 198, Paris, De Boccard, 1961.
- Les Étrusques, Paris, Fayard, 1959.
- Les Étrusques, peuple secret, Paris, Fayard, 1960.
- Les Étrusques, Paris, Seuil, collections "Microcosme", "Le temps qui court", n° 12, 1969.
- Vulci étrusque et étrusco-romaine, Paris, Klincksieck, 1971.
- Les Étrusques et leur destin, Paris, Picard, 1980,  (ISBN 2-7084-0047-9).
- Les Religions grecque et romaine, col. Je Sais, Je Crois, Paris, Fayard, 1961.
- Les Siècles d'or de l'histoire étrusque (675-475 avant J.-C.).

### Articles
- « Doctor, doctrina et les mots de sens voisin en latin classique » in Revue de Philologie, de Littérature et d’Histoire Ancienne, 1974, p. 35-45.